# Jürgen Israel
Jürgen Israel (* 7. November 1944 in Hörnitz/Oberlausitz) ist ein deutscher Schriftsteller und Lektor.

## Leben
Nach einem Volontariat von 1963 bis 1965 beim Gustav Kiepenheuer Verlag Weimar studierte Israel von 1965 bis 1970 Altertumswissenschaften und Germanistik an der Universität Jena. Von 1970 bis 1972 war er wegen Wehrdienstverweigerung inhaftiert und wurde anschließend mit Berufsverbot belegt. Von einer Anstellung beim St. Benno-Verlag Leipzig im Jahr 1973 – wo er unter dem Pseudonym F. Israel als Herausgeber wirkte – wechselte er nach der Geburt des dritten Kindes in die freiberufliche Arbeit als Lektor, Publizist und Autor, die er seitdem ausführt.
Jürgen Israel schreibt Lyrik, Prosa und Essays. Er hat u. a. Arbeiten zu Anna Seghers, Marie Luise Kaschnitz, Ilse Langner, Heinrich Alexander Stoll und Albrecht Goes verfasst. 1987 und 1988 erschienen die Kompendien Im Urteil der Dichter. Literaturbetrachtungen von Opitz bis Lessing und Vom Wertmaß der Poesie. Literaturbetrachtungen von Goethe bis Fontane sowie die Prosa- und Lyrikbände Novembersonne (1988) und Freundschaft (2003).
Aufenthaltsstipendien führten Israel 1999 ins Künstlerhaus Schloss Wiepersdorf, 2001 als Stadtschreiber nach Rheinsberg und 2013/14 als Dorfschreiber nach Cața/Katzendorf (Rumänien).
Israel ist Mitglied der Evangelischen Landessynode der Evangelischen Kirche Berlin-Brandenburg-schlesische Oberlausitz und war Mitherausgeber der Zeitschrift Publik-Forum. Er lebt und arbeitet, wie auch seine Ehefrau Agathe Israel, in Neuenhagen bei Berlin.

## Einzeltitel
- Vom Wertmaß der Poesie. Literaturbetrachtungen von Goethe bis Fontane. Hinstorff Verlag, Rostock 1987, ISBN 3-356-00160-4.
- Im Urteil der Dichter. Literaturbetrachtungen von Opitz bis Lessing.[4] Hinstorff Verlag, Rostock 1987, ISBN 3-356-00066-7.
- Novembersonne. Prosa und Lyrik. St. Benno, Leipzig 1988, ISBN 3-7462-0210-8.
- Freundschaft. Gedichte. Evangelische Verlags-Anstalt, Leipzig 2003, ISBN 3-374-02036-4.
- Prominente Protestanten von Martin Luther bis heute. Essays. Evangelische Verlags-Anstalt, Leipzig 2006, ISBN 3-374-02262-6.
- Vermittler und Versöhner. Albrecht Goes, die DDR und das Judentum.[5] AphorismA Verlag, Berlin 2010, ISBN 978-3-86575-850-7.
- Katzendorfer Tagebuch. Vorwort von Bernd Fabritius. Nachwort von Frieder Schuller. Pop Verlag, Ludwigsburg 2016, ISBN 978-3-86356-132-1.
- Der junge Herr Godeau am Karfreitag. Erzählungen. Pop Verlag, Ludwigsburg 2018.

## Herausgabe (Auswahl)
- Josef Maria Camenzind: Im Dorf am See. Erzählungen. Auswahl und Nachwort von F. Israel. St. Benno, Leipzig 1976, DNB 770295452.
- Christine Busta: Der Regenengel. Gedichte und Erzählungen. Eine Auswahl. Auswahl und Nachwort von F. Israel. St. Benno, Leipzig 1978, DNB 780352939.
- Christine Lavant: Versuchung der Sterne. Erzählungen und Briefe. Nachwort von F. Israel. St. Benno, Leipzig 1984, DNB 880123478.[6]
- Anise Koltz: Keine Schonzeit. Gedichte. St. Benno, Leipzig 1988, ISBN 3-7462-0079-2.
- Hans Dieter Schmidt: Vom Gras lernen. Gedichte. St. Benno, Leipzig 1989, ISBN 3-7462-0437-2.
- Gustav Schwab. Ein Lesebuch für unsere Zeit. Aufbau-Verlag, Berlin 1992, ISBN 3-7466-0169-X.
- Musen und Grazien in der Mark. 750 Jahre Literatur in Brandenburg. Ein Lesebuch. Mit Peter Walther. Lukas Verlag, Berlin 2002, ISBN 3-931836-68-1.
- Heinrich Alexander Stoll: Der Ring des Etruskers. Erzählungen und Tagebuchauszüge. Evangelische Verlagsanstalt, Leipzig 2003, ISBN 3-374-02104-2.
- Marienkalender. Cordier Verlag, Heiligenstadt 2000–2003, DNB 016611950.
- Cordiers Geschichtenmarkt. Cordier Verlag, Heiligenstadt 2004–2006, DNB 026615320.[7]
- Danke, liebe Großeltern … Erzählungen und Geschichten vom Glück. Evangelische Verlagsanstalt, Leipzig 2008, ISBN 978-3-374-02619-7.

## Auszeichnungen
- 1999: Aufenthaltsstipendium Künstlerhaus Schloss Wiepersdorf
- 2001: Stadtschreiber von Rheinsberg
- 2013/14: Dorfschreiber von Cața/Katzendorf (Rumänien)[2]
- 2017: Internationaler Branko-Radičević-Preis (Serbien)[8][9]